# Erebostrota stenelea
Erebostrota stenelea är en fjärilsart som beskrevs av Stoll 1780. Erebostrota stenelea ingår i släktet Erebostrota och familjen nattflyn. Inga underarter finns listade i Catalogue of Life.

## Bildgalleri

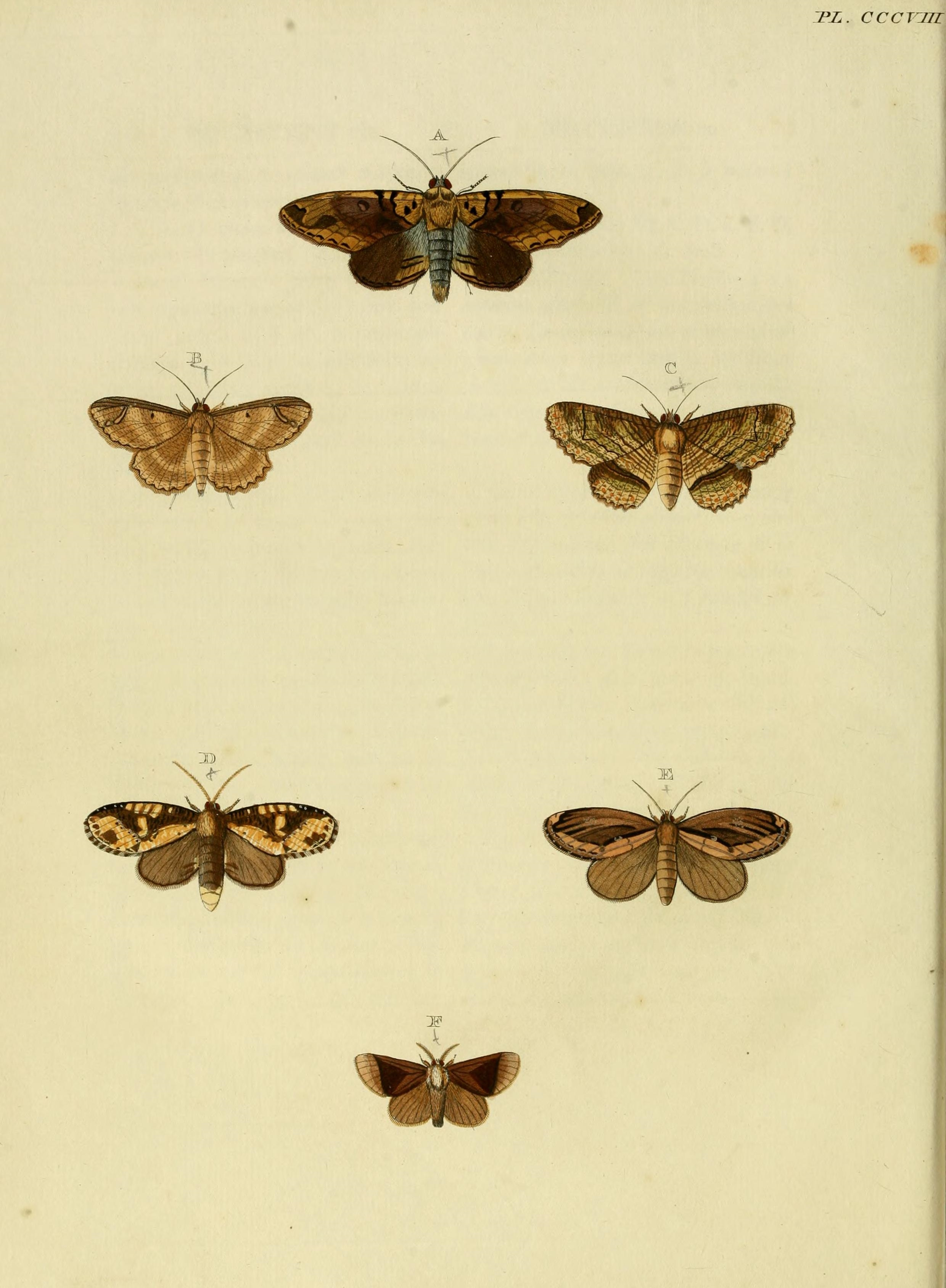